# Бей (округ, Мичиган)
Бей (англ. Bay County) — округ в штате Мичиган, США. Официально образован в 1857 году. По состоянию на 2013 год, численность населения составляла 106 832 человека.

## География
По данным Бюро переписи США, общая площадь округа равняется 1 634,292 км2, из которых 1 144,781 км2 суша и 486,920 км2 или 30,000 % это водоёмы.

## Население
По данным переписи населения 2010 года в округе проживает 107 771 житель в составе 44 603 домашних хозяйств и 29 116 семей. Плотность населения составляет 94,10 человек на км2. На территории округа насчитывается 48 220 жилых строений, при плотности застройки около 42,10-ти строений на км2. Расовый состав населения: белые — 91,20 %, афроамериканцы — 1,50 %, коренные американцы (индейцы) — 0,40 %, азиаты — 0,50 %, гавайцы — 0,00 %, представители других рас — 4,70 %, представители двух или более рас — 0,10 %. Испаноязычные составляли 0,00 % населения независимо от расы.
В составе 28,50 % из общего числа домашних хозяйств проживают дети в возрасте до 18 лет, 48,60 % домашних хозяйств представляют собой супружеские пары проживающие вместе, 11,80 % домашних хозяйств представляют собой одиноких женщин без супруга, 34,70 % домашних хозяйств не имеют отношения к семьям, 29,30 % домашних хозяйств состоят из одного человека. Средний размер домашнего хозяйства составляет 2,38 человека, и средний размер семьи 2,92 человека.
Возрастной состав округа: 22,20 % моложе 18 лет, 8,50 % от 18 до 24, 23,60 % от 25 до 44, 29,50 % от 45 до 64 и 29,50 % от 65 и старше. Средний возраст жителя округа 42 лет. На каждые 100 женщин приходится 95,90 мужчин. На каждые 100 женщин старше 18 лет приходится 93,00 мужчин.
Средний доход на домохозяйство в округе составлял 45 451 USD, на семью — 52 784 USD. Среднестатистический заработок мужчины был 31 035 USD против 18 294 USD для женщины. Доход на душу населения составлял 22 378 USD. Около 11,20 % семей и 16,20 % общего населения находились ниже черты бедности, в том числе — 23,70 % молодежи (тех, кому ещё не исполнилось 18 лет) и 7,00 % тех, кому было уже больше 65 лет.